# Heathkit H8
Heathkit H8 (H8) је био професионални рачунар фирме Heathkit који је почео да се производи у САД од 1977. године.
Користио је Intel 8080 A као микропроцесор. RAM меморија рачунара је имала капацитет од 256 бајтова (прошириво). 
Као оперативни систем кориштен је HDOS, CP/M.

## Детаљни подаци
Детаљнији подаци о рачунару H8 су дати у табели испод.
|                       |                                                  |
| [ 1 ]                 |                                                  |
| Произвођач            |                                                  |
| Тип                   | професионални рачунар                            |
| Меморија              | 256 бајтова (прошириво)                          |
| Поријекло             | Сједињене Америчке Државе                        |
| Година                | 1977                                             |
| Тастатура             | 16-тастера, октална                              |
| Процесор              |                                                  |
| Фреквенција процесора | 2,048                                            |
| RAM                   | 256 бајтова (прошириво)                          |
| ROM                   | 1 у основној верзији                             |
| Текст                 | показивач на предњем панелу даје стања регистара |
| Графика               |                                                  |
| Боја                  |                                                  |
| Звук                  | уграђени звучник                                 |
| Димензије             | непознато                                        |
| Портови               |                                                  |
| Оперативни систем     |                                                  |